# Marie-Christine Lombard
Marie-Christine Lombard (* 1958) ist eine französische Geschäftsfrau. Seit Oktober 2012 ist sie Generaldirektorin von Geodis. Sie ist auch Mitglied des Aufsichtsrats von Keolis (2012) und seit 2008 Vorsitzende des Koordinierungsausschusses von Lyon City Entrepreneurship.

## Leben
Nach einem Wissenschafts-Studium, studierte Lombard Betriebswirtschaftslehre an der ESSEC Wirtschaftsschule und promovierte 1982. Sie begann in den Vereinigten Staaten als Merchandising. Leiterin der amerikanischen Kaufhauskette Lord & Taylor.
Von 1983 bis 1986 leitete Marie-Christine Lombard die Abteilung für Multinationalen bei der Chemical Bank in New York.

Dann wechselt sie zur Bank Paribas, zunächst in der Corporate Finance Abteilung (1986–1988), dann in der Fusions- und Übernahmenabteilung (1988–1991). Im Jahr 1991 wurde sie bei Paribas gleichzeitig zur stellvertretenden Leiterin der Niederlassung in Lyon (1991–1993) und Regional Delegierte für internationale Fusionen- und Übernahmen ernannt, eine Position, die sie bis 1992 erhielt.
Sie verließ Paribas und den Bankensektor für eine Position als Chief Financial Officer der TPG Gruppe, 2005 umbenannt in TNT. Sie wurde dann zum Geschäftsführer und CEO der Tochtergesellschaft Jet Services (1999–2003), die 2002 zu TNT Express France geworden ist. Bei TNT, wurde sie 2004 zum CEO des Konzern-Express-Bereichs und Vorstandsmitglied ernannt. Im Mai 2011 wurde sie CEO von TNT Express NV von dem sie im September 2012 austrat.
Im Oktober 2012 wurde sie auf Vorschlag des Konzernvorsitzenden Pierre Blayau zur Generaldirektorin von Geodis ernannt.